# Сорочкин, Александр Михайлович
Александр Михайлович Сорочкин (14 февраля 1939, Брянск — 22 ноября 2014, Липецк) — советский и российский художник, заслуженный художник Российской Федерации (1999).

## Биография
В 1957 г. окончил Елецкое художественное училище (педагоги: В. С. Сорокин, А. М. Кор, Б. А. Геллер); в 1958 г. — Краснодарское художественное училище. С 1965 г. жил в Липецке.
Участник всесоюзных, региональных, международных, зарубежных, областных, персональных выставок. Член Союза художников СССР с 1971 г. Произведения хранятся в Липецком областном краеведческом музее, в Липецкой областной картинной галерее, в Брянской областной картинной галерее, в частных собраниях России, Германии, Индии, Монголии, Норвегии, Франции.

## Выставочная деятельность
- 1981 г. участвовал в выставках «Художники РСФСР» в Монголии, «Современное изобразительное искусство РСФСР» в Черногории.
- 1983 г. — «Изобразительное искусство РСФСР» в Индии.
- 1984 г. — «Живопись и скульптура художников РСФСР» в Норвегии.
- 1985 г. — выставка в рамках «Дней культуры РСФСР» в ФРГ.
- 1996 г. — первая персональная выставка в Липецке, приуроченная к 60-летию художника.
- 2000 г. — участие в выставке в Манеже, г. Москва.
- 2009 г. — персональная выставка, посвященная к 70-летию со дня рождения, состоящая из 35 работ, созданных в 1960-90-е годы.

Последние годы не занимался творчеством вследствие болезни. Заключительная персональная выставка художника прошла в 2014 г. в липецкой «Галерее Назарова» и была посвящена его 75-летнему юбилею.

## Награды и звания
В 1999 г. ему было присвоено почетное звание «Заслуженный художник Российской Федерации». 